# Partita per orchestra
La Partita per orchestra è una composizione di Goffredo Petrassi scritta nel 1932

## Storia della composizione
Goffredo Petrassi, uno dei rappresentanti di maggior rilievo della generazione di compositori italiani nati agli inizi del XX secolo, aveva 28 anni quando ebbe inizio il periodo della sua prima maturità artistica. Dopo essersi trasferito a Roma dal paese natale Zagarolo, viaggiando su un carro a vino (particolare pittoresco questo, nota Roman Vlad, che nessuno dei suoi biografi si è lasciato sfuggire!), conseguì nel 1932 il diploma di composizione. Per il giovane compositore romano fu d’importanza decisiva l’incontro con Alfredo Casella, il quale diede a Petrassi la coscienza di come avrebbe dovuto lavorare e in quale direzione.
Lo stile giovanile di Petrassi è stato definito dal suo primo biografo Lele D’Amico come orientato verso un «hindemithismo passato attraverso certe esperienze caselliane», alle quali sarebbe subentrata più tardi, precisamente nel Salmo IX per coro e orchestra (1934-36), l’influenza di Igor Stravinskij. Questa definizione è da accettare come valida, a condizione di restringerla nell’indicazione dei termini di una cultura formale costituente il substrato fertile nel quale l’arte petrassiana ha posto le proprie radici, sviluppandosi successivamente in piena indipendenza. Si consideri ad esempio l’aspetto ritmico della musica di Petrassi, il cui dinamismo motorio rimanda a Hindemith e Stravinskij; il fluido e snodato ritmo del maestro romano si differenzia nettamente sia dal modello di Hindemith (che rimane perlopiù allo stato di un’oscura, sotterranea implicazione di una molla tesa, che genera il moto senza però scattare), sia da quello di Stravinskij (che tende a suddividere il tempo in frazioni che si scontrano in urti asimmetrici, oppure si sommano in una meccanica scansione motoria). 
La «sorgiva, aperta vitalità dinamica» rappresenta la qualità più evidente delle composizioni della prima maturità di Petrassi, pervase (nonostante i momenti di tensione drammatica) di una «schietta festosità che toglie alla plastica, robusta e spesso rude materia sonora, ogni senso di acredine». Un altro elemento caratteristico dell’arte di Petrassi è dato dalla «vena meditativa e lirica» del compositore, già in evidenza in opere come la Passacaglia per orchestra del 1931 (che precede di ben dodici anni quella di Wladimir Vogel, altro riuscito esempio di composizione moderna secondo antiche forme musicali), vena che peraltro Petrassi sa controllare sempre con vigile attenzione in modo da impedire alla sia pur minima sbavatura sentimentale di intaccare la purezza della musica.
Petrassi compose la Partita per orchestra tra i mesi di luglio e ottobre 1932, lo stesso anno in cui conseguì il diploma di composizione. Il lavoro fu dedicato ad Alessandro Bustini, il maestro la cui classe di composizione presso il Conservatorio di Santa Cecilia a Roma era stata frequentata da Petrassi a partire dal 1928, ma che fin dal 1919 si era offerto di impartire lezioni di pianoforte al giovanissimo allievo che, all’epoca, lavorava in qualità di commesso in un negozio di musica nella Capitale per guadagnarsi da vivere.
La prima esecuzione ebbe luogo a Roma il 2 aprile 1933 all’Augusteo, con l’orchestra diretta da Bernardino Molinari. Il successo dell’opera fu immediato e diffuso, ma già nel dicembre 1932 la partitura ancora inedita aveva vinto il concorso indetto dal Sindacato nazionale dei musicisti in occasione della Seconda Rassegna di Musica Contemporanea. In séguito, l’opera fu dichiarata vincitore assoluto del Concorso di composizione indetto a Parigi dalla Federazione Internazionale dei Concerti. Alfredo Casella la diresse nuovamente nel 1933 in Olanda, nel corso del XI Festival della Società Internazionale di Musica Contemporanea (S.I.M.C.) tenutosi ad Amsterdam, mentre Bernardino Molinari ed Ernest Ansermet avevano inserito la Partita nei loro rispettivi programmi a Parigi e a Ginevra. Un altro riconoscimento per la sua opera fu tributato a Petrassi nel 1934 da parte del Ministero dell’Educazione Nazionale, a conferma dell’alto livello dell’arte musicale del maestro romano.

## Struttura della composizione
La Partita per orchestra nacque come partita perché il regolamento del concorso indetto dal Sindacato dei musicisti stabiliva la regola che doveva trattarsi di partita o di sinfonia; Petrassi optò per la prima alternativa. Giacomo Manzoni, a proposito di tale scelta, evidenzia l’analogia con altri eminenti compositori italiani del periodo, segnatamente Luigi Dallapiccola e Giorgio Federico Ghedini, che iniziarono a loro volta la rispettiva produzione orchestrale con una partita (Ghedini nel 1926, Dallapiccola ugualmente nel 1932); una decisione che rivela a suo giudizio un «allacciamento diretto e intenzionale all’antica musica strumentale italiana (tipica della seconda metà del ’600) nell’aspirazione a rinnovare e ridar significato moderno a una forma classica prediletta dagli antichi maestri».
Rispetto alla Partita di Dallapiccola, che prevede una parte vocale per soprano, quella di Petrassi si rivela lontana da lineamenti romantici: la salda unità strutturale non manifesta di subire il fascino della materia sonora, ma al contrario si impone ad essa per dominarla. Tale volontà di costruzione si affianca ad una perizia tecnica della condotta strumentale assolutamente eccezionale. La sensibilità del maestro romano si avvale di un linguaggio già maturo e proiettato oltre i confini nazionali. Accanto a Hindemith e Stravinskij, Petrassi mostra la sua attenzione anche per le esperienze dei compositori francesi, con particolare riferimento a Maurice Ravel, sempre rimanendo un artista al di sopra delle mode e dei successi del momento.
La Partita si divide in tre movimenti, ciascuno dei quali costituisce un bell’esempio di stilizzazione in chiave moderna di antiche forme di danza. Nel primo movimento il riferimento è alla gagliarda, nata espressamente come danza italiana in ritmo ternario puntato ed in voga presso le corti fin quando nel 1500-1600 entrò a far parte delle suite orchestrali, mentre nel secondo è alla ciaccona, forma strumentale del 1600 derivata da una danza spagnola in tempo ternario.
Nel terzo, infine, Petrassi ricorre a una giga, una danza di probabile origine popolare irlandese, accompagnata da uno o più strumenti ad arco, che fu coltivata con risultati brillanti da compositori quali Purcell, Handel, Corelli, Vivaldi, J. S. Bach e Mozart.
- I. Gagliarda: Mosso ed energico

Il primo movimento della Partita, in tempo di 3/4, si caratterizza per il fatto di non presentare i lineamenti della monotematica forma di suite (come avrebbe potuto far ritenere il titolo della composizione), in quanto si configura come un tempo di sonata, basato com’è su due distinti temi dialetticamente contrastanti. Il primo tema, di carattere marcatamente incisivo e vigorosamente profilato, viene immediatamente presentato in tono squillante dalle trombe all’unisono, energicamente punteggiate da accordi delle altre sezioni dell’orchestra. Nel corso del suo sviluppo, il tema viene continuamente dipanato da archi, ottoni e legni alternativamente o congiuntamente . Il secondo tema, per contrasto, è in tempo Meno mosso e ha un carattere dolcemente espressivo. Viene annunciato dal sassofono contralto e continuato vibratamente dal sassofono soprano , secondo uno stile che richiama il jazz e una vocalità blues mediati entrambi probabilmente, osserva Roman Vlad, attraverso le Sonate strumentali ed i Concerti per pianoforte di Ravel. Lo sviluppo e la ripresa del secondo tema presentano una crescente animazione che culmina nel tempo Presto - Deciso con cui si conclude il movimento.
- II. Ciaccona: Molto moderato

Nel secondo movimento, in tempo di 3/2, che Manzoni considera il brano probabilmente migliore della Partita, trova compiuta espressione la vena lirica meditativa di Petrassi, particolarmente nel teso momento culminante del brano in cui l’arte del maestro romano raggiunge una dolorosa intensità espressiva, accanto alla grandiosità del gesto sonoro (il passo in questione porta infatti l’indicazione Grandioso nella partitura), che rimarrà una delle principali caratteristiche della prima maturità di Petrassi.
- III. Giga; Gaio e leggero

Il finale, in cui si alternano ritmi di 12/8 e 4/4, benché designato come giga dall’autore, più che il carattere dell’antica danza irlandese, cara ai compositori tedeschi del periodo barocco, in particolare al sommo Bach, assume qui in numerosi tratti l’aspetto di una vivace tarantella, la danza tipicamente italiana (particolarmente diffusa a Napoli) in tempo mosso di 6/8. Lele D’Amico considerava questo finale come «un vero Scherzo: un felicissimo pezzo di bravura» che «può benissimo aspirare a essere un po’ lo scherzo del Sogno di una notte di mezza estate (Mendelssohn) o l’Apprenti sorcier (Dukas) della generazione di Petrassi». Comunque si voglia considerare il finale, conclude Roman Vlad, «la travolgente verve ritmica del giovane compositore vi trova una delle sue manifestazioni più brillanti». 

## Discografia parziale
- Nuremberg Symphony Orchestra, Othmar F. Maga (Red Note)
- Orchestra Sinfonica di Roma, Francesco La Vecchia (Naxos)
- Orchestra Sinfonica Nazionale della RAI, Arturo Tamayo (Stradivarius)